# Google Workspace
A Google Workspace (korábban G Suite, Google Apps for Work vagy Google Apps for Business) felhőalapú számítástechnikai, irodai és együttműködési eszközökből, illetve szoftverekből álló programcsomag, amelyet a Google előfizetéses formában kínál.
A Google népszerű webalkalmazásait (Gmail, Google Drive, Google Hangouts, Google Naptár és Google Dokumentumok) tartalmazza. Míg ezek a termékek ingyenesen használhatók a felhasználók számára, a Google Apps for Work üzleti jellegű szolgáltatásokat (például egyéni e-mail cím saját tartománynévvel (@sajatceg.com), legalább 30 GB tárterület dokumentumok és e-mailek számára, valamint telefonos és e-mailes támogatás a hét minden napján, 24 órában) is kínál. Felhőalapú számítástechnikai megoldásként más alapokon nyugszik, mint a készen vásárolható irodai szoftverek: az ügyfél adatait a Google biztonságos adatközpontjainak hálózatában tárolja ahelyett, hogy hagyományos, a vállalatnál házon belül található szervereken tárolná azokat.
A Google adatai szerint a világ minden táján több mint 5 millió szervezet használja a Google Apps alkalmazáscsomagot, és ezek közé tartozik a Fortune 500 listáján található vállalatok 60%-a.
Az ingyenes Google Workspace 2022. július 1.-től megszűnik.

## Előzmények
- 2006. február 10. – A Google elindította a Gmail for Your Domain szolgáltatás tesztjét San Jose City főiskoláján, amelynek során a Gmail-fiókokat a főiskola tartománycímeivel hozták létre, és a fiókok kezelését az adminisztrációs eszközökkel végezték.[7]
- 2006. augusztus 28. – A Google kiadta a Google Apps for Your Domain programcsomagot, amely alkalmazások gyűjteménye szervezetek számára. Ingyenesen használható béta termékként megtalálható volt benne a Gmail, a Google Talk, a Google Naptár és a Google Page Creator, amelyet a Google Webhelyek váltott. Dave Girouard, a Google akkori alelnöke és általános igazgatója ismertette az előnyeit üzleti felhasználók számára: „A szervezetek a Google szakértelmére bízhatják magukat kiváló minőségű e-mailezési, üzenetküldési és más webes szolgáltatások igénybe vételéhez, és így a felhasználóik igényeire, illetve mindennapi tevékenységeikre összpontosíthatnak.”[8]
- 2006. október 10. – Bemutatták az iskolák számára készült Google Apps for Education programcsomagot.[9]
- 2007. február 22. – A Google bemutatta a Google Apps Premier Edition csomagot, amely az ingyenes verzióhoz képest több tárolóhelyet (10 GB fiókonként), az üzleti integrációhoz API-kat és 99,9%-os üzemidőt garantáló szolgáltatói megállapodást kínált. Az ára felhasználói fiókonként évente 50 dollár volt. A Google adatai szerint a Google Apps Premier Edition felhasználója volt a Procter & Gamble, a San Francisco Bay Pediatrics és a Salesforce.com.[10]
- 2007. június 25. – A Google számos új szolgáltatást adott a Google Apps csomaghoz, például a levelezés-áttelepítést, amelynek használatával az ügyfelek meglévő e-mail adataikat átvihetik IMAP-szerverről.[11] Egy ZDNet-cikk megemlítette, hogy a Google Apps most már kínált egy eszközt, amellyel a népszerű Exchange Server és Lotus Notes alkalmazásról a Google megoldására lehetett váltani, ezzel pedig a Google a Microsoft és az IBM alternatívája lett.[12]
- 2007. október 3. – Egy hónappal a Postini felvásárlása után a Google bejelentette, hogy a Google Apps Premier Edition csomag e-mail biztonsági és megfelelőségi beállításokkal bővült. A felhasználóknak most már lehetőségük volt jobban konfigurálni a spam- és vírusszűrést, adatmegőrzési szabályokat bevezetni, visszaállítani a törölt üzeneteket, és hozzáférést adni a rendszergazdáknak az összes e-mailhez.[13]
- 2008. február 26. – A Google bemutatta a Google Webhelyek alkalmazást, amely a Google Apps új, egyszerű eszköze intranetek és csapatwebhelyek létrehozásához.[14]
- 2010. június 9. – A Google kiadta a Google Apps Sync for Microsoft Outlook beépülő modult, amellyel a felhasználók szinkronizálhatják e-mailjeiket, naptárukat és névjegyeiket az Outlook és a Google Apps között.[15]
- 2010. július 7. – A Google bejelentette, hogy a Google Apps szolgáltatásai – a Gmail, a Google Naptár, a Google Dokumentumok és a Google Talk – ezt követően nem bétaverzióban működnek.[16]
- 2010. március 9. – A Google megnyitotta a Google Apps Marketplace online áruházat a Google Apps csomaggal integrálható, harmadik féltől származó üzleti alkalmazások számára annak érdekében, hogy egyszerűbbé tegye a felhasználók és a szoftverek számára az üzlet lebonyolítását a felhőben. Részt vett benne például beszállítóként az Intuit, az Appirio és az Atlassian.[17]
- 2010. július 26. – A Google bemutatta a Google Apps for Government programcsomagot, amely a Google Apps csomagnak az állami szektor egyedi irányelveinek és biztonsági igényeinek megfelelően tervezett kiadása. Azt is bejelentették továbbá, hogy a Google Apps lett az első felhőalapú szolgáltatásokból álló programcsomag, amely megkapta az Egyesült Államok szövetségi információbiztonsági törvénye (Federal Information Security Management Act, FISMA) tanúsítványát és akkreditációját.[18]
- 2011. április 26. – A Google Apps kiadása után közel öt évvel a Google bejelentette, hogy a 10-nél több felhasználóval rendelkező szervezetek már nem jogosultak a Google Apps ingyenes kiadására. Az ilyen szervezeteknek regisztrálniuk kell a fizetős verzióra, amelynek a neve ekkor Google Apps for Business volt. Rugalmas fizetési lehetőséget is biztosítottak, amelynek keretében a felhasználóknak lehetőségük volt 5 USD-t fizetni felhasználónként és havonta, szerződéses kötelezettségek nélkül.[19]
- 2012. március 28. – A Google kiadta a Google Apps Széf alkalmazást, amely egy választható elektronikus adatfeltáró és archiváló szolgáltatás a Google Apps for Business felhasználói számára.[20]
- 2012. április 24. – A Google bemutatta a Google Drive alkalmazást, egy fájlok tárolására és megosztására szolgáló platformot. A Google Apps for Business minden felhasználója 5 GB Drive tárolóhelyet kapott, de nagyobb tárhely megvásárlása is lehetséges volt.[21] Megfigyelők szerint a Google ezzel belépett a felhőalapú tárolás piacára, és ezáltal a Dropbox és a Box versenytársa lett.[22]
- 2012. december 6. – A Google bejelentette, hogy a Google Apps ingyenes verziója ezt követően nem érhető el az új ügyfelek számára.[23]
- 2013. május 13. – A Google növelte a Drive tárolóhelyét a Google Apps ügyfelei számára. A Google kombinálta a Gmail 25 GB-os tárhelyét a Drive 5 GB-os tárhelyével, és így felhasználónként 30 GB-ra növelte az Apps összes terméke (beleértve a Gmail és a Google Drive) esetében felhasználható teljes tárhelyet.[24]
- 2014. március 10. A Google elindította a Google Apps ajánlási programot, amelynek résztvevői 15 USD ajánlási bónuszt kapnak az általuk ajánlott új Google Apps-felhasználókért.[25]
- 2014. június 25. – A Google bejelentette a Google Apps új Drive for Work szolgáltatást, amely felhasználónként és havonta 10 USD díjért korlátlan tárhelyet, továbbfejlesztett auditjelentést és új biztonsági ellenőrzéseket kínált.[26]
- 2014. szeptember 2. – A Google Enterprise, a vállalat üzleti termékekért felelős divíziója hivatalosan a Google for Work nevet kapta. „Soha nem volt szándékunk, hogy hagyományos 'vállalati' üzleti alkalmazásokat hozzunk létre – a munkavégzés új módját akartuk megalkotni” – mondta Eric Schmidt, a Google ügyvezető elnöke. „Ezért eljött az ideje, hogy a nevünk tükrözze az ambíciónkat.” Ennek a nagyobb váltásnak a jegyében a Google Apps for Business új neve Google Apps for Work lett.[27]
- 2014. november 14. – A Google Apps ingyenes kiadásában a másodlagos tartományok nem támogatottak. A Google Apps ingyenes kiadása csak a tartományaliasokat támogatja.[28]
- 2020. október 6. – A Google bejelentette, hogy a G Suite mától Google Workspace néven fog működni, illetve bemutatták a csomag új logóit.

## Termékek
A Google Apps for Work termékeinek választéka: Gmail, Google Naptár, Google Drive, Hangouts, Google Dokumentumok, Google Táblázatok, Google Diák, Google Űrlapok, Google Webhelyek, Google+ és Google Apps Széf. A Google Apps Széf kivételével minden alkalmazás beszerezhető az alapcsomagban, amelynek ára felhasználónként havonta 5 USD, illetve felhasználónként évente 50 USD. A prémium csomag, a Drive for Work, amely a Google Apps Széf alkalmazást és korlátlan tárhelyet tartalmaz, felhasználónként és havonta 10 USD áron szerezhető be.

### Gmail
2004. április 1-jén jelent meg a Gmail alkalmazás korlátozott verziója, mára pedig már a világ legnépszerűbb webes e-mail szolgáltatása. 2007-ben vált elérhetővé minden felhasználó számára. A Google adatai szerint 2012 júniusában a Gmailnek már 425 millió felhasználója volt.
A Gmail ingyenes verziójában a felhasználók e-mail üzeneteinek tartalmához kapcsolódó szöveges hirdetések jelennek meg. Népszerű szolgáltatásai: 15 GB ingyenes tárhely, szálalapú beszélgetések, hatékony keresési lehetőségek és alkalmazásszerű felület.
A Gmail alkalmazás Google Apps for Work csomagban található verziója hasonlít az ingyenes verzióra, de számos, az üzleti felhasználók számára készült szolgáltatást is kínál.
Ilyenek például:
- Egyéni e-mail cím az ügyfél tartománynevével (@sajatvallalat.com)
- Garantált 99,9%-os üzemidő, ütemezett karbantartási állásidő nélkül[36]
- 30 GB vagy korlátlan tárhely a Google Drive alkalmazással megosztva (a csomagtól függően)
- Nincs hirdetés
- A hét minden napján 24 órában elérhető ügyfélszolgálat
- Google Apps Sync for Microsoft Outlook[35]

### Google Drive
A Google fájltárolási és szinkronizálási szolgáltatása 2012. április 24-én jelent meg, legalább hat évvel azt követően, hogy a termékkel kapcsolatos első pletykák elkezdtek terjedni. A Google hivatalos közleménye így írta le a Google Drive alkalmazást: „egy hely, ahol minden adatát létrehozhatja, megoszthatja, együttműködve használhatja és tárolhatja”.
A Google Drive alkalmazással a felhasználók bármilyen típusú fájlt feltölthetnek a felhőbe, megoszthatják azt másokkal, és elérhetik azt bármely számítógépről, táblagépről és okostelefonról. A Mac és PC számítógépre készült asztali alkalmazással a felhasználók egyszerűen szinkronizálhatják a fájlokat a számítógép és a felhő között. Ez az alkalmazás egy speciális mappát helyez el a számítógépen, és a fájlokon elvégzett minden módosítást szinkronizál a Drive-on keresztül a weben és az eszközökön. A Google Drive fogyasztói verziója 15 GB tárhelyet kínál a Gmail, a Drive és a Google+ Photos között megosztva.
Ha a Google Apps for Work részeként szerzik be, a Google Drive további, az üzleti használathoz tervezett szolgáltatásokat kínál. Ilyenek például:
- 30 GB vagy korlátlan tárhely a Gmail alkalmazással megosztva (a csomagtól függően)
- A hét minden napján 24 órában elérhető ügyfélszolgálat
- Megosztási beállítások, amelyek privátként kezelik a fájlokat, amíg azokat a felhasználók meg nem osztják
- Továbbfejlesztett auditálás és jelentéskészítés[40]

### Google Dokumentumok, Táblázatok, Diák és Űrlapok
A Google Apps online szerkesztőprogramokat tartalmaz szöveges dokumentumok és dokumentumformátumok, táblázatok, prezentációk és felmérések létrehozásához. Az eszközkészletet először 2006. október 11-én adták ki Google Docs & Spreadsheets néven.
A Google Dokumentumok, Táblázatok, Diák és Űrlapok bármilyen webböngészőben és bármilyen webhasználatra képes mobileszközön használhatók. A dokumentumok, táblázatok, prezentációk és felmérések megoszthatók, valós időben együttműködve szerkeszthetők, illetve azokhoz megjegyzések fűzhetők. További szolgáltatások például: korlátlan változatelőzmények, amelyek minden módosítást biztonságosan, egy helyen tárolnak és az offline hozzáférés, amelynek használatával a felhasználók internetkapcsolat nélkül dolgozhatnak a dokumentumokon.
2014. június 25-én a Google bemutatta a Microsoft Office-fájlok natív szerkesztését a Google Dokumentumok, Táblázatok és Diák alkalmazásban. Más cikkek észrevételeihez hasonlóan a Mashable újságírója a következőket írta: „A Google nyilvánvalóan megfizethetőbb megoldásként pozicionálja az alkalmazásait olyan cégeknek, akiknek alkalmanként van szükségük Office-fájlok szerkesztésére.”

### Google Webhelyek
A 2008. február 28-án bemutatott Google Webhelyek segítségével azok a felhasználók is létrehozhatnak és szerkeszthetnek weblapokat, akik nem járatosak a HTML nyelvben és a webhelytervezésben. A felhasználók létrehozhatnak teljesen új webhelyet, vagy a létrehozáshoz sablont használhatnak, feltölthetnek tartalmat (például fényképeket és videókat) és beállíthatják a hozzáférési engedélyeket azáltal, hogy megadhatják, ki tekintheti meg és szerkesztheti az egyes oldalakat.
A Google Webhelyek először a Google Apps programcsomag részeként volt használható, de hamarosan a fogyasztók számára is elérhetővé vált. Az üzleti felhasználók a Google Webhelyek segítségével hozzák létre a projektek webhelyét, a vállalati intranetet és a nyilvános webhelyeket.

### Google Naptár
A Google online naptárszolgáltatása, amelyet a Gmail alkalmazásba integrálva terveztek, 2006. április 13-án jelent meg a fogyasztók számára. Az iCal szabvány használatával működik együtt más naptáralkalmazásokkal.
A Google online naptára csapatok számára tervezett, integrált, online, megosztható naptár. A vállalkozások kifejezetten a csapat számára készült naptárakat hozhatnak létre, és megoszthatják azokat a vállalat minden tagjával. A naptárak továbbküldhetők más személyeknek az adott naptár és az események kezeléséhez. A Google Naptár használatával a felhasználók továbbá ellenőrizhetik, hogy egy konferenciaterem vagy egy megosztott erőforrás szabad-e, és hozzáadhatják azt az eseményekhez.
A Google Naptár hasznos szolgáltatásai például:
- Naptárak megosztása a csapattagokkal és másokkal a rendelkezésre állás ellenőrzéséhez
- A csapattagok naptárainak összefésülése egyetlen nézetbe olyan időpont kereséséhez, amikor mindenki ráér
- A mobilalkalmazás használata vagy szinkronizálás a beépített naptárral mobileszközökön
- Naptárak közzététele a weben és integrálása a Google Webhelyek alkalmazással
- Egyszerű áttelepítés az Exchange, az Outlook és az iCal alkalmazásból, illetve .ics és .csv fájlból
- Megosztott termek és erőforrások lefoglalása[51]

### Google Hangouts
2013. május 15-én a Google bejelentette, hogy egy új szöveges, hang- és videócsevegési eszközre cseréli le a Google Talk, a Google Voice és a Google+ Hangouts szolgáltatást. A neve Google Hangouts, és a fogyasztói verzióban 10, az üzleti verzióban pedig 15 felhasználó számára teszi lehetővé a csatlakozást beszélgetésekhez számítógépről vagy mobileszközről. A résztvevők megoszthatják a képernyőjüket, és a dokumentumokat közösen tekinthetik meg, illetve szerkeszthetik. A Hangouts On Air szolgáltatással a felhasználók élő adásokat közvetíthetnek a Google+ szolgáltatásban, a YouTube-on, illetve saját webhelyükön.
A Hangouts alkalmazás Google Apps for Work programcsomagban található verziója legfeljebb 15 résztvevőt támogat, és a rendszergazdák korlátozhatják a Hangouts használatát egy adott tartományhoz tartozó felhasználókra, így korlátozva a külső résztvevők hozzáférését.
A Hangouts alkalmazás az üzeneteket online tárolja a Google felhőjében, és lehetőséget ad az előzmények kikapcsolására, ha a felhasználó nem szeretné rögzíteni az adatokat. A Google+ integrálóprogramja pedig ment minden fényképet, amelyet a felhasználók megosztanak egymással a Google+ privát, megosztott albumában.
2014. július 30-án a Google bejelentette, hogy a Google Apps minden ügyfele (Google+ profillal nem rendelkezők is) hozzáférést kap a Hangouts alkalmazáshoz. A Google partnerként közreműködött az integrálásban más videocsevegési szolgáltatókkal (például Blue Jeans Network és Intercall). A Google bejelentette továbbá, hogy a Hangouts alkalmazásra ugyanazok a felhasználói feltételek vonatkoznak, mint a Google Apps for Work más termékeire (például Gmail és Drive). Az Apps for Work ügyfelei továbbá a következőket kapják: a hét minden napján 24 órában elérhető telefonos támogatás a Hangouts alkalmazáshoz, 99,9%-os garantált működési idő, valamint ISO 27001 és SOC 2 tanúsítvány.
2014. december 19-én a Google egy Google+ bejegyzés formájában bejelentette, hogy a Gmail alkalmazásban ismét elérhető a Hangouts egyik legtöbbször használt szolgáltatása. Az Apps rendszergazdái megadhatják, hogy az állapotüzenetek csak belsőleg legyenek láthatóak.

### Google+
A Google közösségi hálózati szolgáltatása, a Google+ 2011. június 28-án indult, csak meghívásos próbaüzemben. Megfigyelők szerint ez volt a Google utolsó kísérlete, hogy kihívja a közösségi hálózatok óriását, a Facebookot. Bár a Google+ azóta megelőzte a Twittert, és így a második legnagyobb közösségi hálózat a Facebook után, sok kritika érte azzal kapcsolatban, hogy kiábrándító a felhasználók számára, és nem sikerült számottevő forgalmat generálnia.
2011. október 27-én a Google bejelentette, hogy a Google+ elérhető azok számára, akik a Google Apps programcsomagot felsőoktatási intézményben, munkahelyen vagy otthon használják.
2012. augusztus 29-én a Google bejelentette, hogy a próbaprogramban részt vevő üzleti ügyfelek visszajelzési alapján a Google+ szolgáltatásait a szervezetekre szabták. Ilyen szolgáltatások például a privát megosztás a szervezetek között, továbbá a profilok és bejegyzések láthatóságát korlátozó adminisztratív ellenőrzés.
2013. november 5-én a Google újabb biztonsági szintet vezetett be a korlátozott hozzáférésű közösségek számára, amelyekhez csak egy szervezet tagjai csatlakozhatnak. A rendszergazdáknak lehetőségük van a korlátozott hozzáférésű közösségek alapértelmezés szerinti beállítására és annak megadására, hogy a szervezeten kívüli személyek csatlakozhatnak-e.
A Google+ üzleti hálózati tevékenységével kapcsolatban vegyes vélemények születtek: egyesek szerint a szolgáltatásai segítséget nyújtanak a kis cégeknek az online értesítések fogadásához, mások szerint megtévesztő a márkajelölés, megint mások szerint fontos szereplője a vállalkozások közösségi marketingstratégiájának. Számos online cikk kiemeli, hogy a Google+ közösségben való jelenlét javítja a cégek rangsorolását a Google keresési eredményei között, mivel a Google+ bejegyzéseit és megosztásait a Google azonnal indexeli.

### Google Apps Széf
A Google Apps Széf kizárólag a Google Apps ügyfelei által elérhető archiválási és elektronikus adatfeltárási szolgáltatás, amelyet 2012. március 28-án mutattak be. A Széf használatával az ügyfelek megkereshetik és megőrizhetik az e-mail üzeneteket, amelyek fontosak lehetnek egy peres eljáráshoz. Segítséget nyújt továbbá a vállalkozás adatainak kezeléséhez a folytonosság és a megfelelőség érdekében, illetve a szabályozások betartása céljából. 2014. június 25. óta a Széf felhasználói továbbá kereshetnek a Google Drive fájljai között is, illetve megtekinthetik azok előnézetét és exportálhatják azokat.
A Google Apps Széf a Drive for Work programcsomag részeként is beszerezhető korlátlan tárhellyel, felhasználónként és havonta 10 USD áron.

## Árképzés
Amikor egy potenciális ügyfél regisztrál a Google Apps for Work alkalmazáscsomagra, ingyenes 30 napos próbaverziót kap legfeljebb 10 felhasználóra. A próbaidőszak lejáratát követően választhat éves előfizetést (50 USD felhasználónként és évente) vagy rugalmas előfizetést (5 USD felhasználónként és havonta (60 USD évente)). Mindkét előfizetést havonta számlázzák.
A rugalmas előfizetéssel az ügyfeleknek lehetőségük van korlátlan tárhely hozzáadására és Google Apps Széf használatára, havonta felhasználónként 10 USD összköltség fejében. Ötnél kevesebb felhasználóval rendelkező szervezetek esetében a tárhely felső korlátja ezzel az opcióval felhasználónként 1 TB.

## Biztonság
A Google kijelenti, hogy nem birtokolja az ügyfelek adatait. Az adatokat a Google adatközpontjaiban tárolja, és az adatokhoz csak a kijelölt alkalmazottak és munkatársak férhetnek hozzá. Ezek a személyek az adatokat nem osztják meg másokkal, azokat csak az ügyfél által kért ideig őrzik meg, és az ügyfelek megkapják az adatokat, ha a továbbiakban nem használják a Google Apps csomagot.
A Google Apps vállalati fokozatú biztonságot és megfelelőséget kínál (beleértve az SSAE 16 / ISAE 3402, II-es típus, az SOC 2-audit és az ISO 27001 tanúsítványt, a biztonságos kikötő adatvédelmi elveknek (Safe Harbor Privacy Principles) való megfelelést, továbbá támogathatja az iparágspecifikus követelményeket (például Health Insurance Portability and Accountability Act (egészségbiztosítás hordozhatóságáról és elszámolási kötelezettségéről szóló törvény, HIPAA)). A Google állítása szerint a Google Apps programcsomagba spamblokkoló van integrálva, amely beépített vírusellenőrzést és dokumentum-ellenőrzést hajt végre, mielőtt a felhasználó letöltheti az üzenetet.
A Google biztosítja a Google Drive alkalmazásba feltöltött összes fájl titkosítását és azt, hogy a felhasználók által küldött és fogadott összes e-mailt titkosítja az adatközpontok közötti belső áthelyezés során. Egy blogbejegyzésben a Google for Work kijelentette, hogy szigorú szerződéses kötelezettséget vállal arra, hogy megvédi az ügyfél adatait, és nem jelenít meg hirdetést, illetve az ügyfél adatait nem használja fel hirdetéshez.

## Használat
A Google Apps állítása szerint több mint 5 millió cég használja az eszközeit (az ingyenes és a fizetős verziót együttesen). A Google for Work elnöke, Amit Singh szerint a Fortune 500 listáján szereplő vállalatok 60%-a használja a Google for Work szolgáltatásait. Ügyfeleink a világ minden táján és iparágában megtalálhatók, például: Uber, AllSaints, BuzzFeed, Design Within Reach, Virgin, PwC stb. Az Apps programcsomagot használó számos ügyfél szerepel az Apps ügyféloldalán.

## A Google viszonteladói és ajánlói
A Google viszonteladói hálózattal rendelkezik, amelynek tagjai segítséget nyújtanak a potenciális ügyfeleknek az Apps használatának megkezdéséhez. A partnerkönyvtárban a felhasználók partnereket kereshetnek. 2014. március 10-én a Google elindította ajánlási programját, amelynek keretében 15 USD-t ad minden regisztrálónak. Ebben a programban kezdetben az egyesült államokbeli és a kanadai felhasználók vehettek részt. Az ajánlási program részleteiben olvasható, hogy a felhasználók korlátlan számú ügyfelet ajánlhatnak, de csak minden ajánlott ügyfél első 100 felhasználója után kapnak jutalmat.
2014. december 4-én a Google bemutatta a Google for Work and Education partnerprogramot, amelynek keretében a partnerek értékesíthetnek, szolgáltatást nyújthatnak és újításokat vezethetnek be a Google for Work and Education termékcsomagban és annak platformjain.

## Google Apps Marketplace
A 2010-ben kiadott Google Apps Marketplace egy online áruház, amelyben a Google Apps funkcióit javító, üzleti célú felhőalapú alkalmazások szerezhetők be. A Marketplace áruházban a rendszergazdák böngészhetnek az integrált, üzleti célú felhőalapú alkalmazások között, illetve azokat beszerezhetik és telepíthetik. A Google Apps, a Google Apps for Work és a Google Apps for Education esetében használatos.
A fejlesztők továbbá fejleszthetnek is alkalmazásokat a Marketplace áruházhoz, illetve értékesíthetnek alkalmazásokat és szolgáltatásokat az áruházon keresztül. 2014. március 6-án a Google közzétette, hogy a Google Apps ügyfelei már több mint 200 millió alkalmazást telepítettek a Marketplace áruházból annak 2010-es indítása óta.
2014. szeptember 17-én a Google közzétett egy blogbejegyzést azzal kapcsolatosan, hogy az alkalmazottak a Marketplace áruházból a rendszergazda bevonása nélkül telepíthetnek harmadik féltől származó alkalmazásokat.

## Online vélemények
A Google Apps számos pozitív online véleményt kapott, amelyek átlaga 4–5 csillag volt az 5 csillagig terjedő skálán. A véleményekben dicsérték a Google Apps versenyképes árát, mindent magában foglaló programcsomagjait, egyszerű telepítését és jó használhatóságát több eszközön. Néhány negatív véleményben kifejtették, hogy a Google Apps, a Google Presentations és a Google Dokumentumok szolgáltatásai nem azon a szinten állnak, mint amelyeket a Powerpoint és a Microsoft Word alkalmazással létrehozott professzionális megjelenésű dokumentumok képviselnek.

## Versenyképesség
A Google Apps legfőbb versenytársa a Microsoft Office 365, amely a Microsoft hasonló termékeket kínáló, felhőalapú programcsomagja vállalkozások számára. Az online vélemények változóak abban a kérdésben, hogy melyik a jobb ajánlat. A véleményekből kiderül, hogy a Google Apps és a Microsoft 365 értékelései hasonlóak, de a szolgáltatásai nagyon eltérőek.
A fő eltérések: a beszerezhető csomagok, a tárhely és a szolgáltatások száma. A Microsoft 365 több szolgáltatást kínál, mint a Google Apps, de ezek közül sokat nem használnak. A Google nem adja ki az árbevételre és a felhasználók számára vonatkozó adatokat, és így a véleményezők számára nehéz a Google Apps és a Microsoft Office sikerességének összehasonlítása. 2014. októberéig a Microsoft 7 millió ügyfelet szerzett az Office 365 programcsomagnak, és ez a szám az elmúlt negyedévben 25%-kal nőtt. A Microsoft bejelentette továbbá, hogy korlátlan tárhelyet ad azoknak az ügyfeleknek, akik megvásárolják a Microsoft Office 365 felhőalapú verzióját.
A Google Apps programcsomagnak jelenleg nincs versenytársa, mivel az egyes termékek (például a levelezőprogram) versenytársának fejlesztése túl nagy költséggel jár, és a termék értékesítése nehéz.
A Google Apps az új SKU-k, a korlátlan tárhely és a Széf révén újabb alkalmazások (például Box, Dropbox és OneDrive) versenytársa lett.

## Kapcsolódó termékek
A Google Apps for Work a Google üzleti termékcsomagjában található számos más termék része. Ilyen termékek például: Google Cloud Platform, Google Search for Work, Google Maps for Work, Google Chrome for Work.